# Genus (wiskunde)
In de wiskunde, is het begrip geslacht (engels: genus) een belangrijk concept in de meetkunde van oppervlakken. Het geslacht is één van de belangrijkste discrete invarianten van een oppervlak, en bepaalt intuïtief het aantal 'gaten'. Er zijn verschillende manieren om het geslacht precies te definiëren, afhankelijk van wat voor meetkundig oppervlak de input is. In de algebraïsche topologie kan men op de theorie van fundamentaalgroepen of singuliere (co)homologie steunen, en in de complex analytische meetkunde of algebraische meetkunde kan men schoof cohomologie gebruiken. 

## Topologie

### Oriënteerbaar oppervlak
Het geslacht van een samenhangend oriënteerbaar oppervlak is een geheel getal dat het maximum aantal doorsnijdingen voorstelt langs gesloten simpele krommen (die onderling elkaar niet snijden) zonder dat de resulterende variëteit onsamenhangend wordt. Het geslacht is gelijk aan het aantal handvatten op de variëteit. Een alternatieve definitie van het geslacht is in termen van de Euler-karakteristiek {\displaystyle \chi }, rekening houdend met de relatie {\displaystyle \chi =2-2g} voor gesloten oppervlakken, waarin {\displaystyle g} het geslacht is. Voor oppervlakken met {\displaystyle b} randen is de vergelijking als volgt:
{\displaystyle \chi =2-2g-b}
Bijvoorbeeld:
- Een sfeer, schijf en cirkelring hebben alle geslacht 0.
- Een torus heeft geslacht 1, net zoals het oppervlak van een theekopje met één oortje.

Een expliciete constructie van oppervlakken van geslacht {\displaystyle g} kan worden gedefinieerd met behulp van fundamentele veelhoeken.

Geslacht van orienteerbare oppervlakken
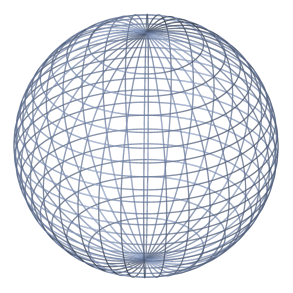
geslacht 0
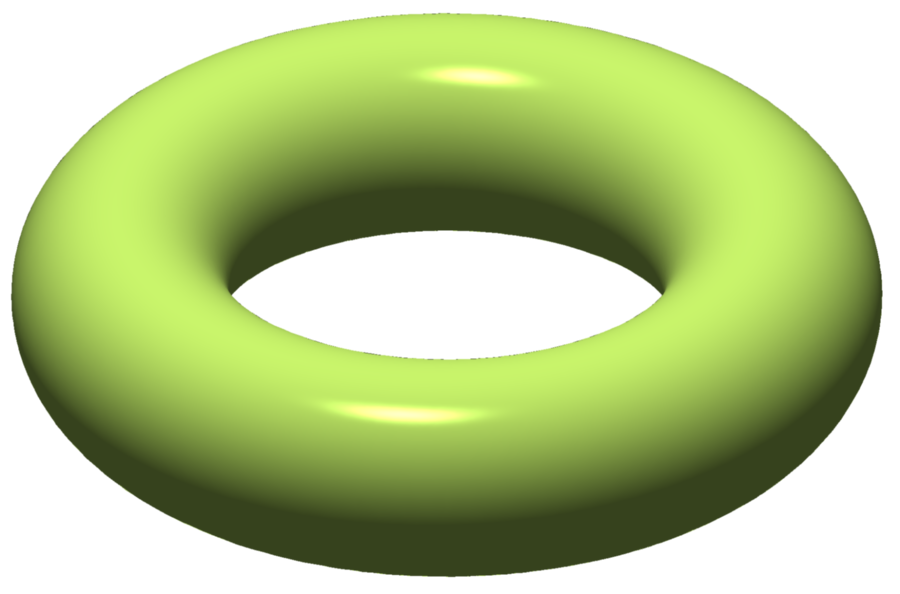
geslacht 1
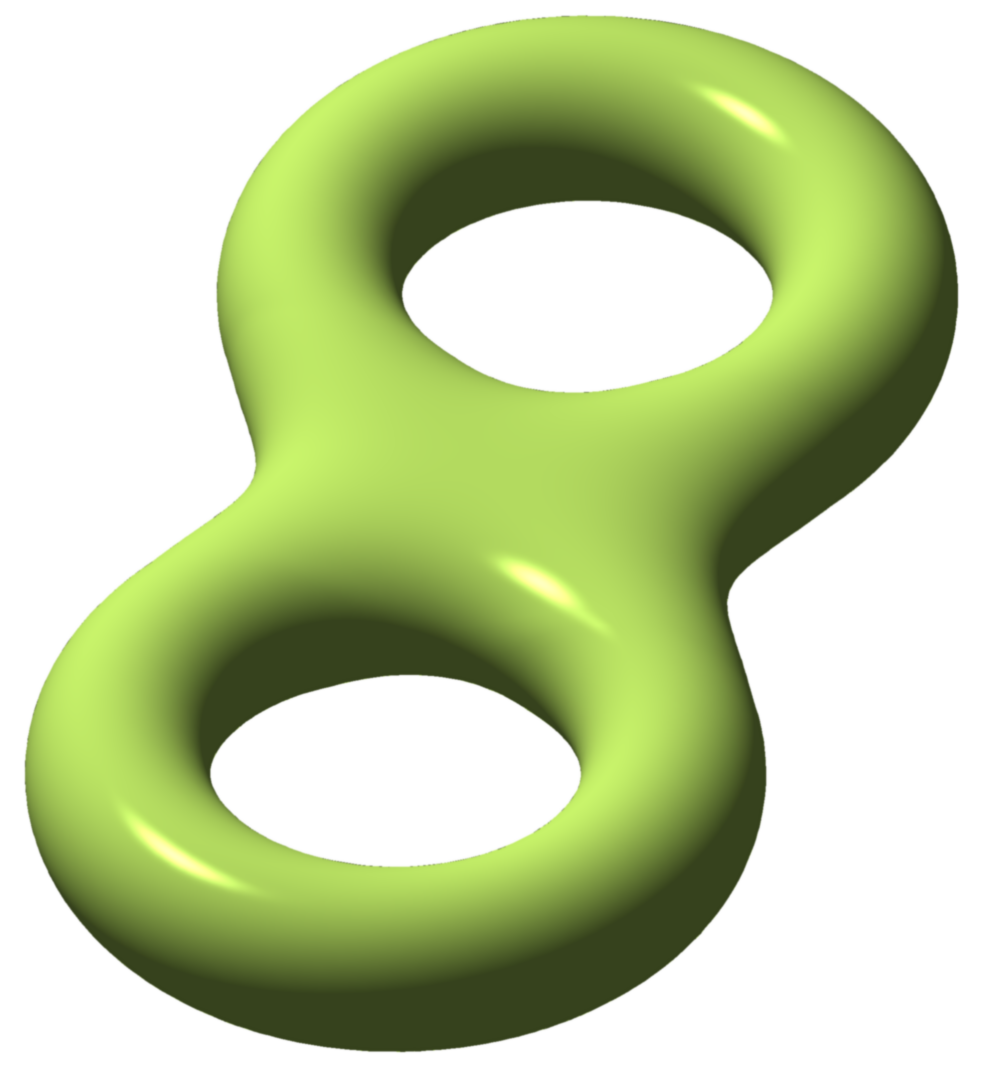
geslacht 2
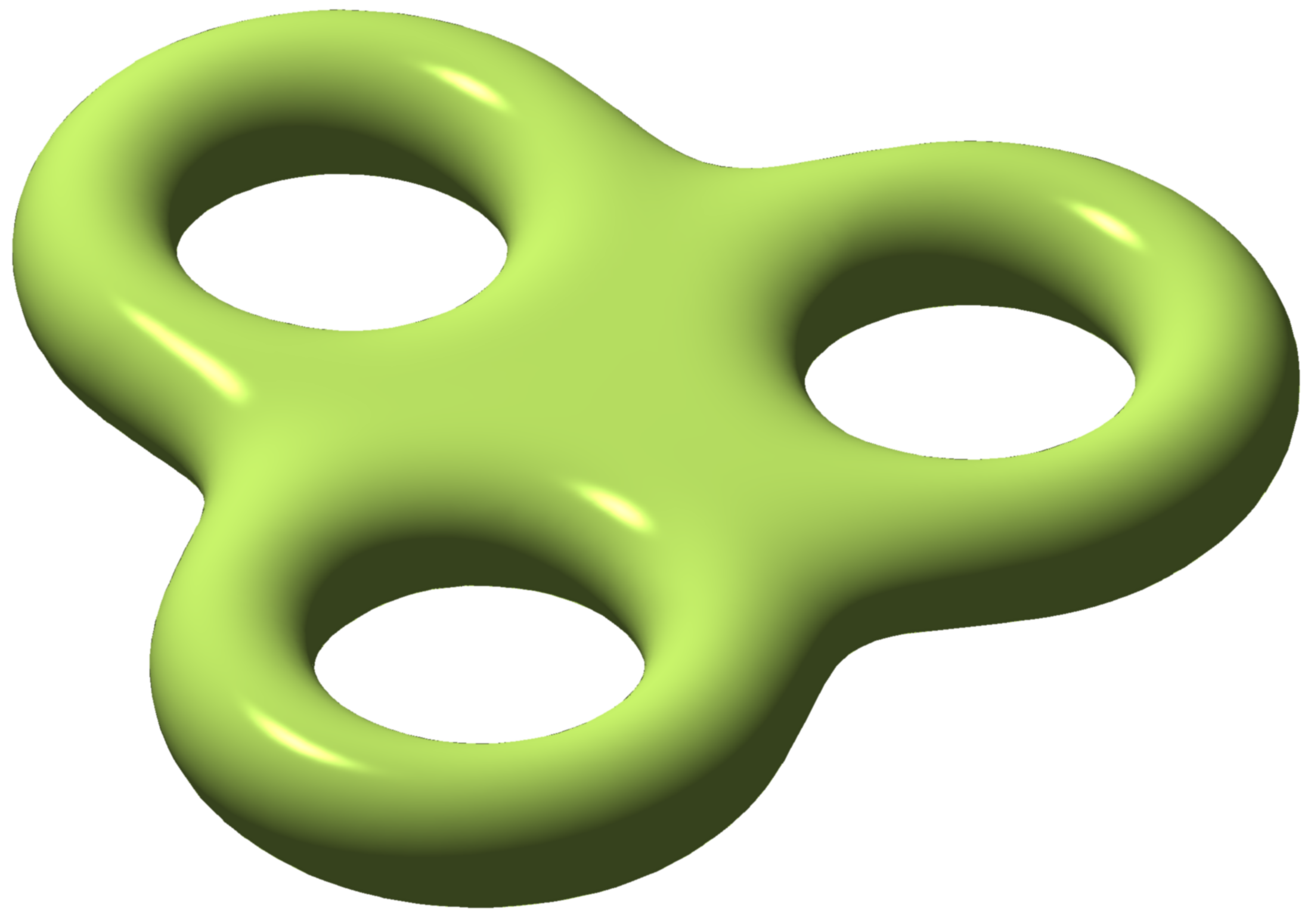
geslacht 3

### Niet-oriënteerbaar oppervlak
Het (niet-oriënteerbare) geslacht van een samenhangend, niet-oriënteerbaar gesloten oppervlak is een positief geheel getal dat het aantal  kruisbanden weergeeft dat is vastgemaakt aan een sfeer. Op alternatieve wijze kan een gesloten oppervlak worden gedefinieerd in termen van de Euler-karakteristiek {\displaystyle \chi }, via the relatie {\displaystyle \chi =2-k}, waarin {\displaystyle k} het niet-oriënteerbare geslacht is.
Bijvoorbeeld:
- Een projectief vlak heeft een niet-oriënteerbaar geslacht van 1.
- Een Kleinfles heeft een niet-oriënteerbaar geslacht van 2.

### Knoop
Het geslacht van een knoop {\displaystyle K} wordt gedefinieerd als het minimale geslacht van alle seifert-oppervlakken voor {\displaystyle K}. Een seifert-oppervlak van een knoop is echter een variëteit met grens, waar de grens de knoop is, dat wil zeggen homeomorf aan de eenheidscirkel. Het geslacht van een dergelijk oppervlak wordt gedefinieerd als het geslacht van de twee-variëteit die ontstaat door de eenheidsschijf langs de grens te lijmen.

## Algebraïsche meetkunde
Er zijn twee gerelateerde definities van geslacht van een projectief (of proper) schema {\displaystyle X} van dimensie 1 over de complexe getallen: het rekenkundige geslacht en het meetkundige geslacht. Het rekenkundig geslacht is gedefinieerd via de Euler karakteristiek van de structuurschoof (een alternerende som van dimensies van schoof cohomologie), en het meetkundig geslacht is de dimensie van de vector ruimte van holomorfe differentialen. Het meetkundig geslacht is vanuit vele opzichten de meest handige en compacte definitie van de geslacht.
Wanneer {\displaystyle X} een algebraïsche kromme is die geen singuliere punten bevat (met andere woorden wanneer een {\displaystyle X} een gladde kromme is), dan komen deze beide definities overeen en vallen zij samen met de topologische definitie, die geldt op het riemann-oppervlak van {\displaystyle X} (de geassocieerde variëteit van complexe punten). Bijvoorbeeld, elliptische kromme zijn propere gladde krommen van geslacht 1 (met een gegeven rationaal punt).
Eén van de belangrijkste formules waarbij het geslacht opduikt is de formule van Riemann-Roch. Deze wordt ook veralgemeend in de algebraïsche intersectie theorie. 